# Herbert Lindinger
Herbert Lindinger (* 3. Dezember 1933 in Wels) ist ein österreichischer Grafiker, Industriedesigner, Ausstellungsgestalter und Hochschullehrer mit Wirkungsorten unter anderem in Linz, Ulm und Hannover.

## Leben
Der 1933 in Oberösterreich geborene Herbert Lindinger studierte von 1950 bis 1954 Grafik- und Ausstellungsdesign in Linz / Donau und 1954 bis 1958 Produktgestaltung an der Hochschule für Gestaltung in Ulm visuelle Kommunikation und Produktgestaltung. Von 1953 bis 2012 betrieb er Ateliers für Transportation-, Corporate- und Urban Design in Lienz, Ulm, Frankfurt am Main und Hannover.
In Ulm wirkte Lindinger von 1963 bis 1968 als Dozent an der Hochschule für Gestaltung (HfG Ulm). 1963 war er als Gastprofessor in den USA, 1970 in Indien. Von 1971 bis 1998 war Lindinger Professor an der Universität Hannover und leitete als Direktor zugleich das Institut für Industrial Design.
Künstlerisch gestaltete Lindinger beispielsweise U-Bahnen, Busse, Straßenmobiliar und Plätze in verschiedenen Städten in Deutschland, so in Berlin. Als Ausstellungsgestalter wirkte er zudem international.
Herbert Lindinger ist im  Verband Deutscher Industrie Designer (VDID) und war von 1970 bis 1973 Präsident vom VDID.

## Auszeichnungen (Auswahl)
- Goldmedaille der X. Designbiennale[1]
- Briefmarke 145 ct der Serie »Design aus Deutschland« (2017) würdigt Herbert Lindinger[5]

## Werke (Auswahl)

### Schriften
- in der Zeitschrift form. Internationale Revue, 1964: Design Geschichte;
  - Das 19. Jahrhundert. Materialien, Heft 26, S. 18–27
  - Produktgestaltung vor der Französischen Revolution, Heft 27, S. 26–32
  - Betrachtungen zur Antike, Heft 28, S. 37–43
- Kristin Riedemann (Red.), Herbert Lindinger, Claus-Henning Huchthausen: Geschichte des Industrial Design. Der Entwicklung der Design in Deutschland von 1850 bis 1975 an exemplarischen Beispielen, 3. Auflage, Hrsg.: Internationales Design Zentrum Berlin e. V. (IDZ), Berlin: IDZ; Darmstadt: Rat für Formgebung, 1985

als Herausgeber:
- Die Moral der Gegenstände, Ulm: Hochschule für Gestaltung Ulm, 1987, ISBN 978-3-433-02272-6 und ISBN 3-433-02272-0; Inhaltsverzeichnis

### Von Lindinger designte Nahverkehrsfahrzeuge

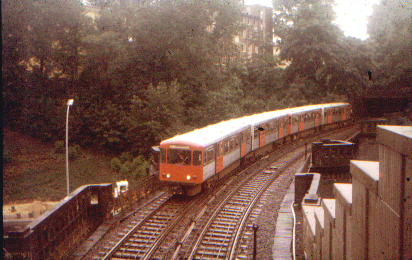
HHA Typ DT2 (1962)
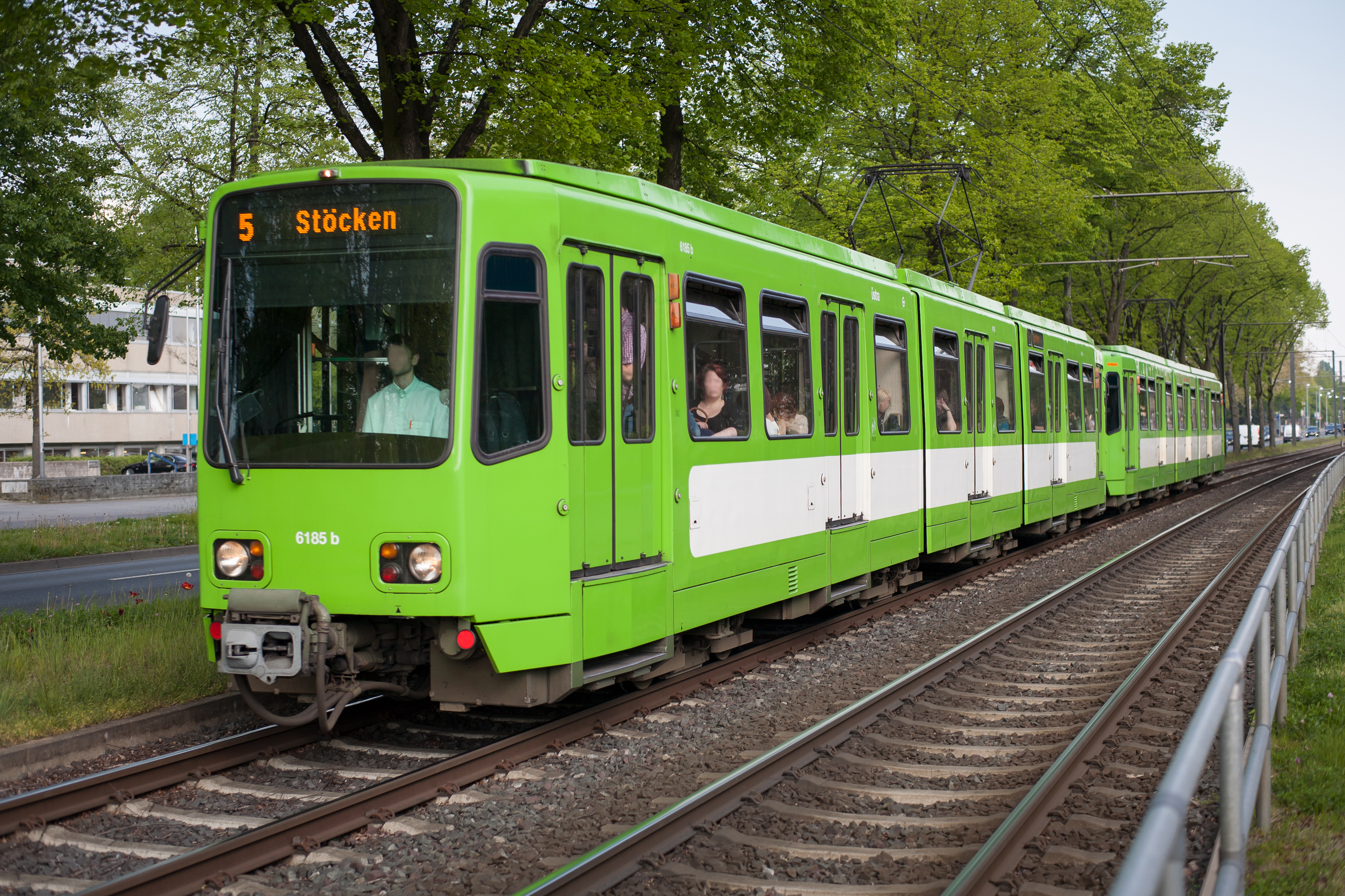
Üstra TW 6000 (1974)
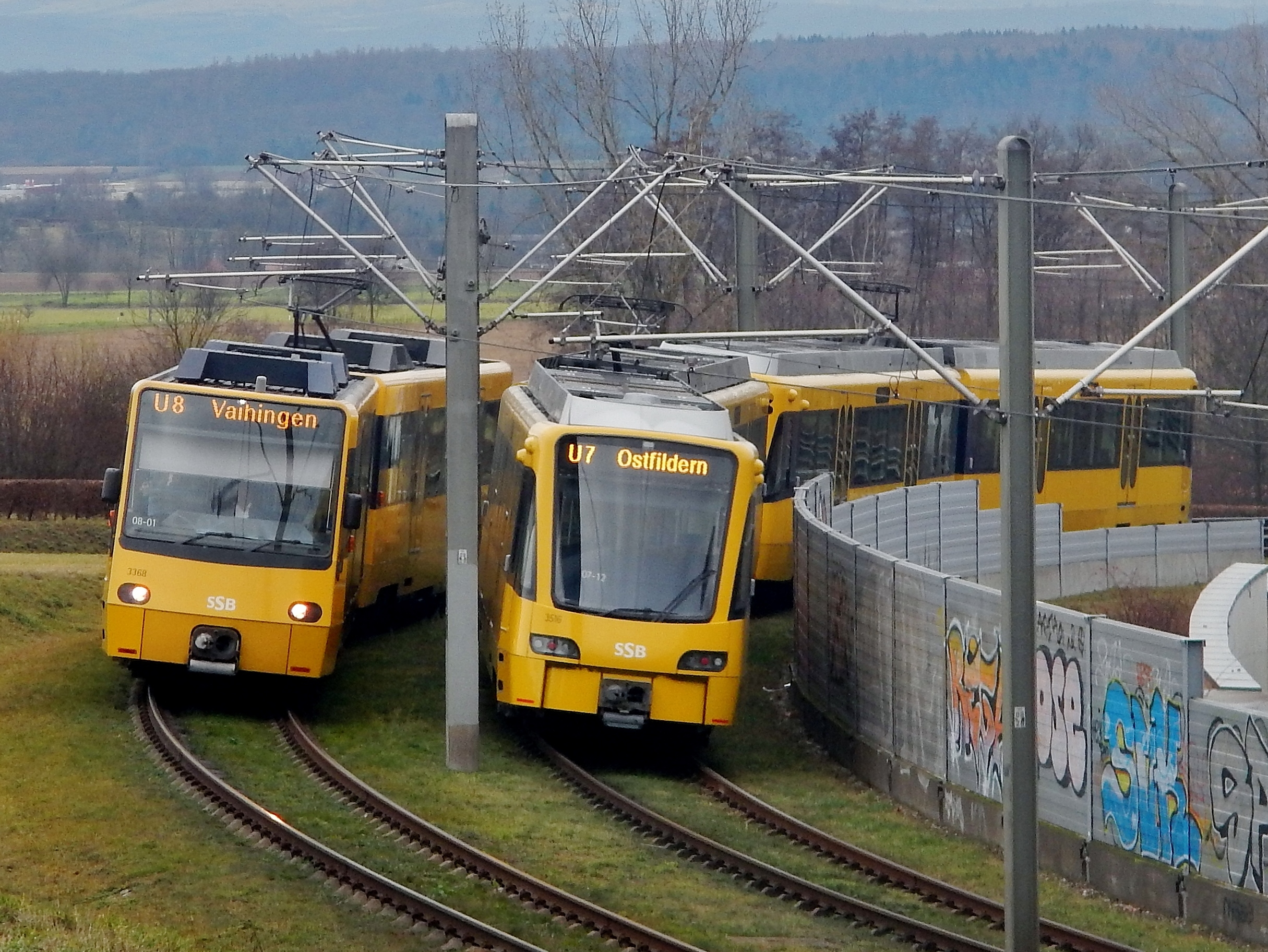
SSB DT 8 (ab 1981)
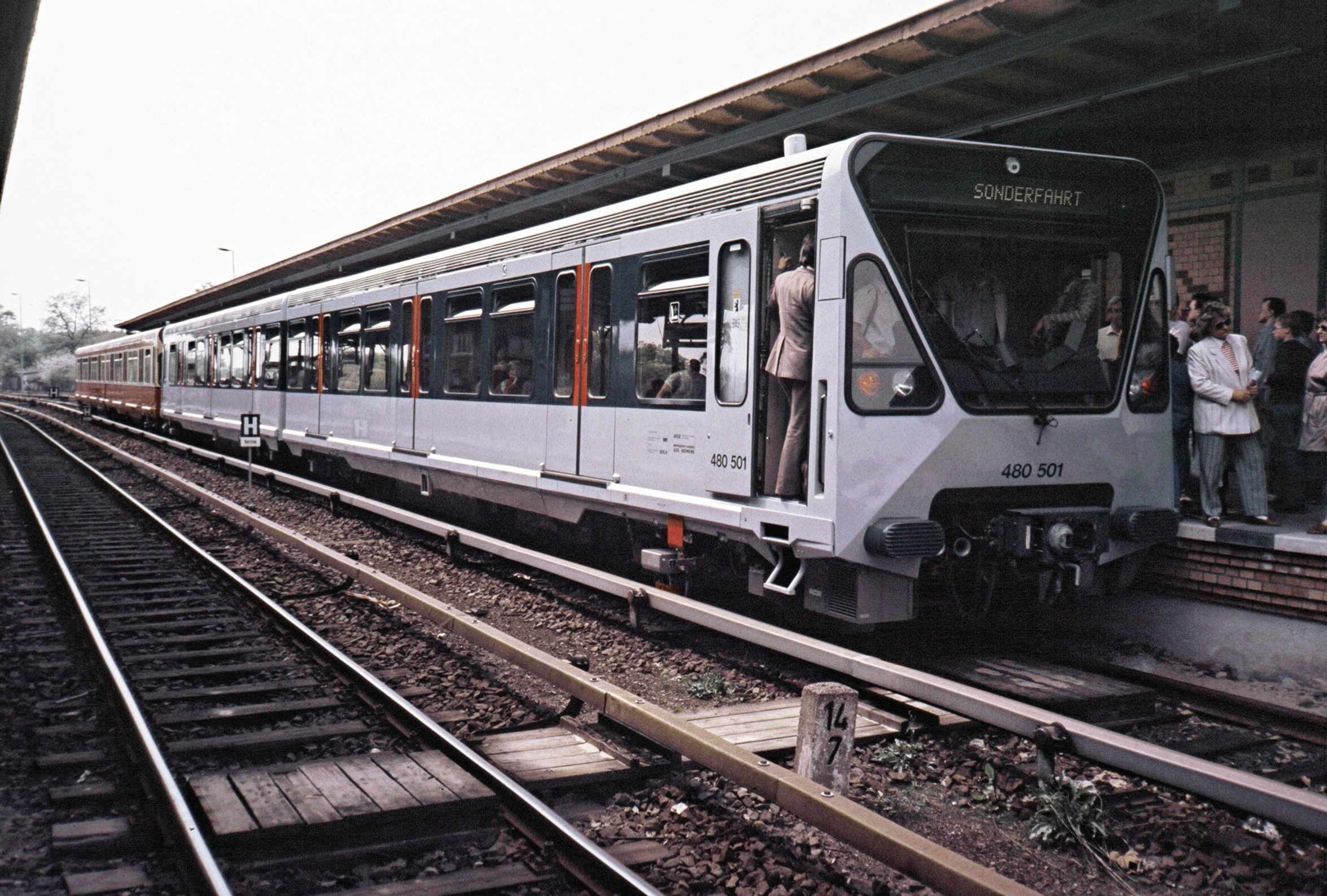
BVG-Baureihe 480 (1986)
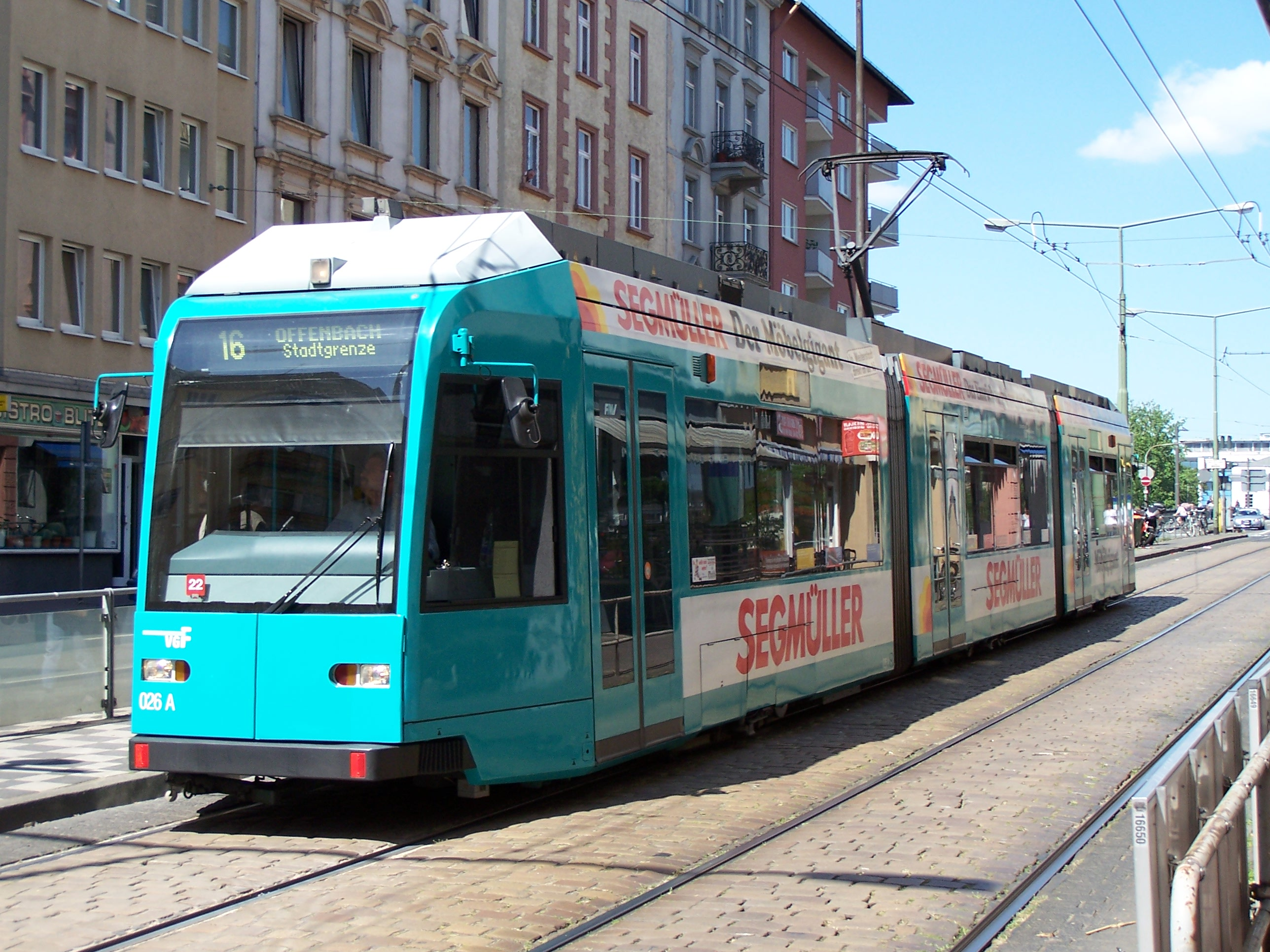
VGF Typ R (1993)
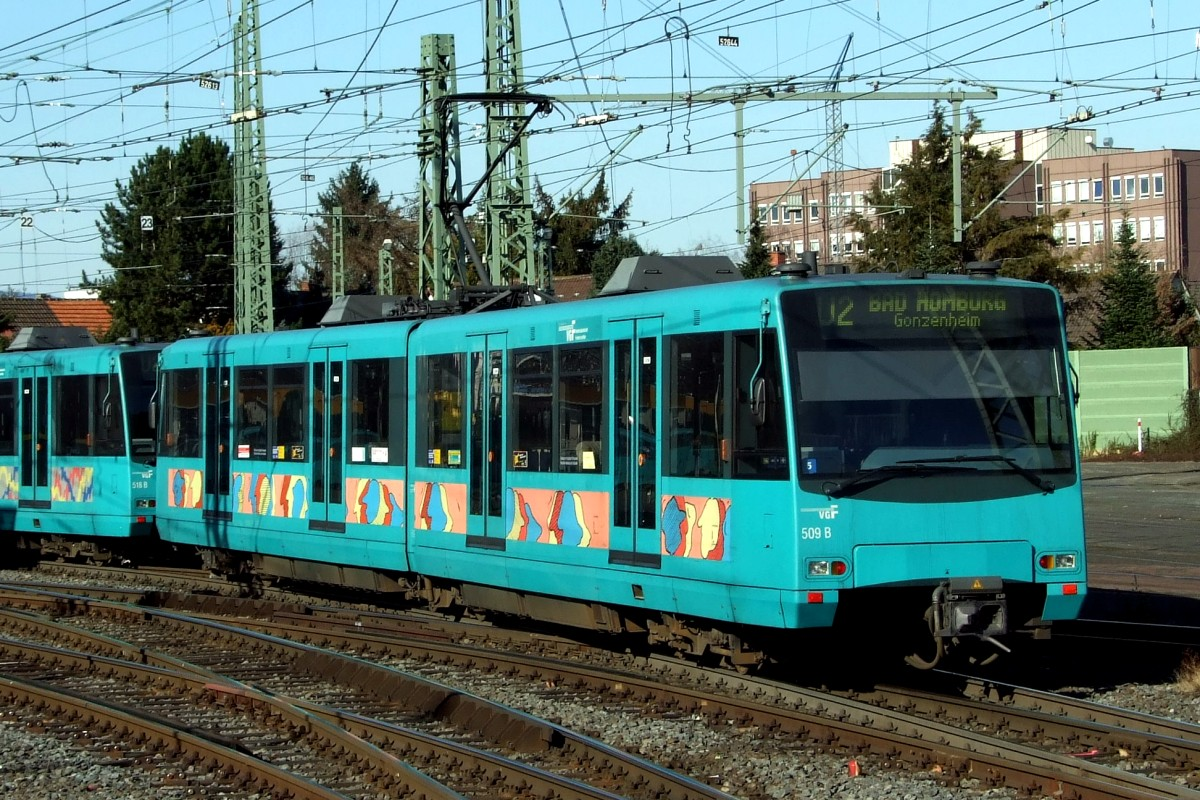
VGF U4 (1994)
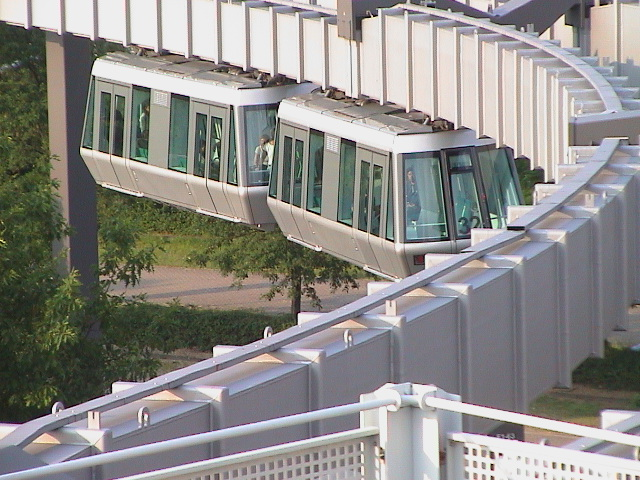
SkyTrain Düsseldorf (2002)